# 日本とウルグアイの関係
日本とウルグアイの関係（スペイン語: Relaciones entre Japón y Uruguay、英語: Japan–Uruguay relations）は、日本国とウルグアイ東方共和国との国際関係である。日本はモンテビデオに大使館を置いている。ウルグアイは東京に大使館を置いている。両国とも国連と世界貿易機関の正式な加盟国である。

## 両国の比較
|               | ウルグアイ東方共和国        | 日本                           | 両国の差                    |
| ------------- | --------------------------- | ------------------------------ | --------------------------- |
| 人口          | 342万2794（2022年）         | 1億2626万人（2019年）          | 日本はウルグアイの約36.9倍  |
| 国土面積      | 17.6万km²                   | 37万7972 km²                   | 日本はウルグアイの約2.1倍   |
| 人口密度      | 20 人/km²（2021年）         | 347 人/km²（2018年）           | 日本はウルグアイの約17.35倍 |
| 首都          | モンテビデオ                | 東京都                         |                             |
| 最大都市      | モンテビデオ                | 東京都区部                     |                             |
| 政体          | 立憲共和制                  | （民主制）議院内閣制           |                             |
| 公用語        | スペイン語                  | 日本語（事実上）               |                             |
| 通貨          | ウルグアイ・ペソ            | 日本円                         |                             |
| GDP（名目）   | 711億7714万米ドル（2022年） | 5兆819億6954万米ドル（2019年） | 日本はウルグアイの約71.4倍  |
| 一人当たりGDP | 20795.0米ドル（2022年）     | 40246.9米ドル（2019年）        | 日本はウルグアイの約1.9倍   |
| 経済成長率    | 4.9%（2022年）              | 0.7%（2019年）                 | 日本はウルグアイの約0.14倍  |
| 軍事費        | 13億7556万米ドル（2022年）  | 476億902万米ドル（2019年）     | 日本はウルグアイの約34.6倍  |
| 地図          |                             |                                |                             |

## 略史
両国は1921年9月24日に外交関係を樹立した。第二次世界大戦中に中断されたが、1952年に修復された。
ウルグアイには、日系ウルグアイ人の数は少ないが重要な存在があり、伝統的に日系ウルグアイ人の職業は花農家である。ウルグアイ初の日本人移住者は、1908年に神戸を拠点とした貿易商人が雑貨店の支店開設のためにアルゼンチンから派遣した従業員の坪田静仁（つぼた せいじ）、京都市より同年12月10日モンテビデオ港着の宇野テルオである。
2021年の日本とウルグアイの外交関係100周年を祝福するにあたり、イシドロ・オダラ・ウルグアイ日本商工会議所会頭を代表として、企業関係者、日系社会及び友好団体などの参画を得て、日本・ウルグアイ外交関係100周年実行委員会が結成され、日本、ウルグアイ両国で多くの記念事業が企画・準備され、桜の植樹計画が進められており、外務大臣（当時）の茂木敏充は、「両国の友情と絆の証としての桜の木が、発展を続ける日ウルグアイ関係と同じように、各地で花開くことを楽しみにしています」と述べている。

## 要人往来

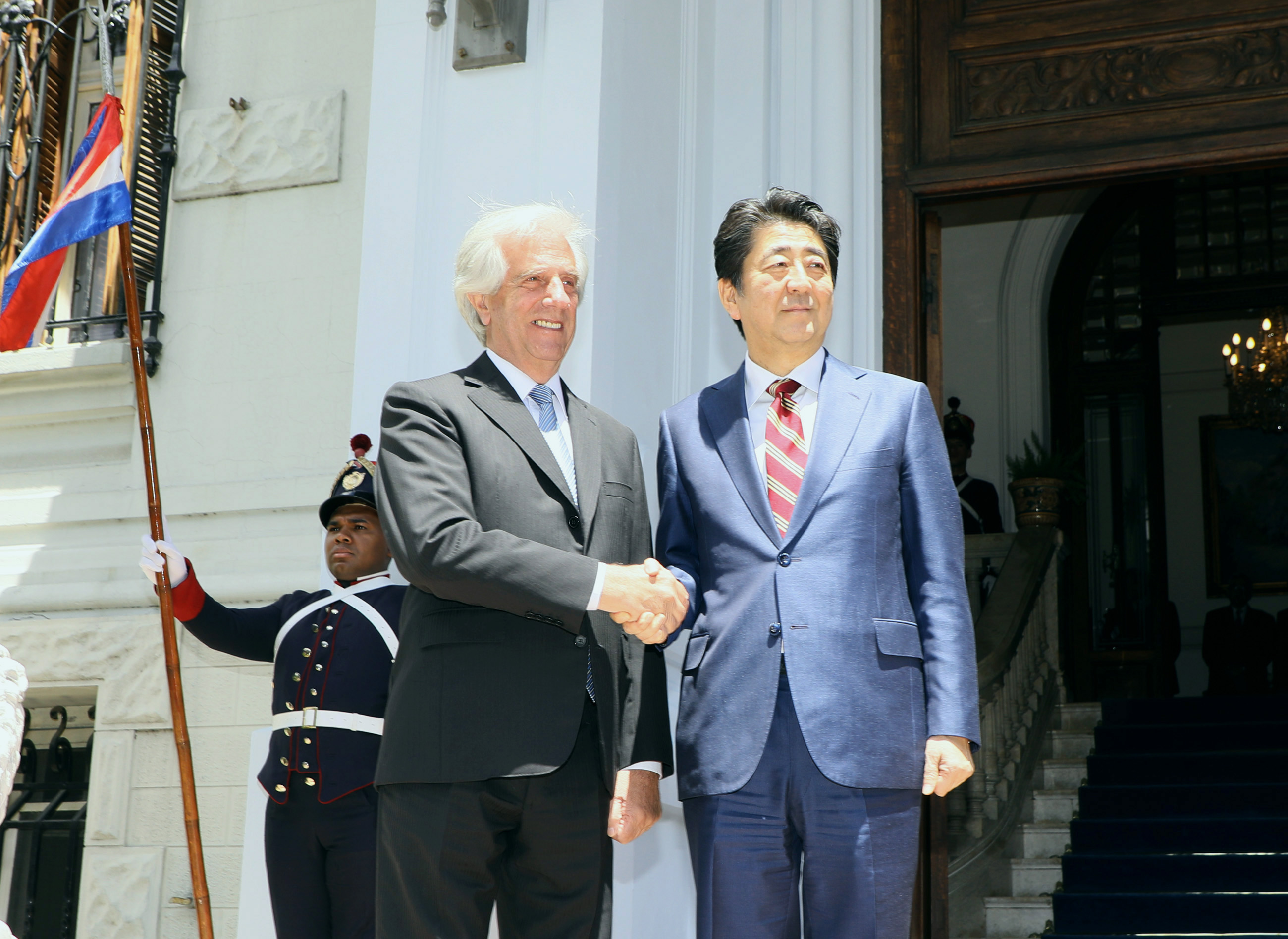
安倍晋三のウルグアイ訪問。（2018年12月）

2018年12月3日、安倍晋三が日本の総理大臣として初めてウルグアイ（とパラグアイ）を訪問し、ウルグアイの大統領であるタバレ・バスケスと会談し、現地の日系ウルグアイ人と懇談を行った。ウルグアイを訪問するに際し、安倍晋三は、「日本とウルグアイは地理的に離れているが、両国はお互いにとって「重要なパートナーである」と語り、今回のウルグアイ訪問は、二国間関係、特に経済関係を深化させる好機であり、二国間経済関係の強化に向け、日本企業のウルグアイへの更なる進出のために必要となる法的枠組みの整備や支援の供与が期待されている。2018年12月2日付『エル・パイス』の書面インタビューで安倍晋三は、「今回の訪問を機に、日本とウルグアイの100年にわたる歴史的友好関係に新たなページを開きたいと思います。（中略）日本とウルグアイは、地理的に遠く離れていますが、自由、民主主義、人権、法の支配といった普遍的価値を共有する重要なパートナーです。本年は日本人ウルグアイ移住110周年の慶賀の年であり、両国の長年にわたる友好の歴史に根ざした協力関係を一層発展させたいと思います。（中略）今後も経済関係強化に向けた法的枠組み整備や日本企業のウルグアイ進出を支援することにより、両国の経済関係の発展を推進したいと思います。（中略）今後も、政治、経済、文化、国民交流などあらゆる分野で両国の関係を更に発展させるべく、バスケスウルグアイ大統領と共に手を携え尽力していきたいと思います。（中略）日本とウルグアイには長い歴史の積み重ねに基づく友好・協力関係があります。今回の訪問が弾みとなり、両国の間の様々な分野における往来が活発になり、両国関係が一層発展していくことを期待しています」と述べている。このウルグアイ訪問の成果の一つとして、牛肉の相互輸出解禁が実現し、和牛をウルグアイ人が、ウルグアイ牛を日本人がそれぞれ味わえることとなった。これについてMBS、BSN、TBSは「両国（パラグアイとウルグアイ）とも日本からの移民の多い国で、このうち、ウルグアイのバスケス大統領との会談では、牛肉の相互輸出を解禁することなどを確認しました」と報じた。
第39代・第41代大統領のタバレ・バスケスは、1981年に腫瘍医としての研修のために京都に3カ月滞在し、1985年に神戸で開催されたユニバーシアードに参加するなど、多くの訪日歴がある大変な親日家である。
2008年9月、ウルグアイの日本人移民100周年記念式典が開催され、憲仁親王妃久子がウルグアイを訪問した。皇室のウルグアイ訪問は2003年11月の紀宮清子内親王以来である。

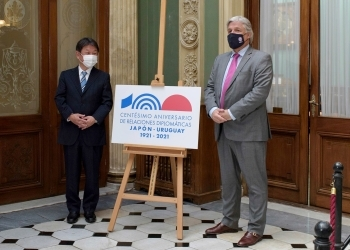
「日本・ウルグアイ外交関係開設100周年記念」ロゴマークの発表式

日本とウルグアイが外交関係を開設して100周年にあたる2021年の初めに、外務大臣の茂木敏充がウルグアイを訪問し、そのウルグアイを訪問するに際して茂木敏充は、2021年1月6日付『エル・パイス』に寄稿し、「地理的には日本から最も遠い国がウルグアイですが、両国は100年以上にわたる友好の歴史を有します。1921年9月に外交関係が開設されて以来、友好関係を育んできた日本とウルグアイは、現在、自由、人権、法の支配などの基本的価値を共有する民主主義国家として、また自由貿易の推進者として、互いにとってかけがえのないパートナーとなっています。今回の私の訪問は、ウルグアイとの新たな100年を共に築くために、一層の関係強化に向けた日本の意志の表れです。（中略）日本とウルグアイとの関係は、多くの人々の善意の交流によって積み重ねられてきました。ウルグアイでは、外交関係の歴史を越える110年以上の歴史を誇る日系人の方々の存在が、日ウルグアイ両国を結ぶ友好と親善の礎となってきました。様々な艱難辛苦を乗り越え、このウルグアイの地に根付いて活躍されている日系人の方々、彼らを温かく受け入れたウルグアイ国民の皆様に深い謝意を表したいと思います。（中略）日ウルグアイ両国は地理的には遠く離れておりますが、国民間の心の距離は非常に近い。日本は、このような人的交流を一層促進し、両国の絆を次世代にも引き継いでいきます」と述べている。

## 経済
ウルグアイに対する日本の経済協力は1964年以降、50年以上にわたり実施しており、これまでの援助総額は、224.39億円である。ウルグアイへの主要ODA供与国（1960年~2013年累積、支出総額ベース）は、ドイツ（17%）、日本（10%）、アメリカ（9%）、フランス（7%）、イタリア（6%）である。ウルグアイの主要輸出産業であるセルロース産業をはじめとする林業の発展には、国際協力機構の技術協力が深く関わっており、日本が持つ知見とウルグアイの潜在力が繋がった協力関係のモデルケースといわれる。現在日本は、技術協力及び人間の安全保障協力を中心に実施しており、格差是正や環境保全への支援を通じ、持続可能な開発に向けた支援を行っている。日本は、ウルグアイの人材育成に貢献すべく、国際協力機構の研修事業を通じ、林業や農業、河川の水質管理を中心とした幅広い分野において、研修生の受入れや日本人専門家の派遣を行っており、教育や医療分野なども、これまでに無償資金協力を実施しており、ウルグアイの新型コロナウイルス感染症対策を支援すべく、米州開発銀行と連携し、遠隔医療システムに関する協力も実施している。

### 花卉栽培と造園

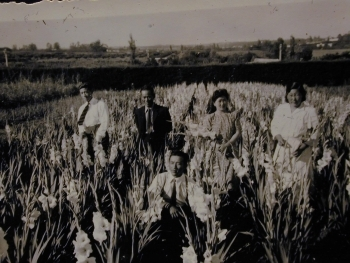
ウルグアイで花卉栽培に勤しむ日系人家族

日系ウルグアイ人はウルグアイに花卉栽培を根付かせたことで知られており、2008年に行われたウルグアイの日本人移民100周年記念式典に臨席された憲仁親王妃久子は、「日系人が品種改良した新たな品種はこの国を華やかに装飾しています。ひた向きな勤勉さと誠実かつ正直なところがウルグアイの社会で信頼と尊敬をかち得たことを同じ日本人として誇りに思います」と移民の苦労をねぎらった。ウルグアイの日本人移民100周年記念式典にはウルグアイのダニエル・マルティネス (政治家)産業・エネルギー・鉱業省大臣、在ウルグアイ日本国大使館の竹元正美大使、田中忠日本人会会長ら約300人が出席した。
第40代ウルグアイ大統領のホセ・ムヒカは、2015年の10月11日放送のフジテレビ『Mr.サンデー』拡大スペシャルでのインタビューにおいて、少年時代に近くに住む日系ウルグアイ人の造園業の手伝いをして造園のノウハウを学んだことを紹介し、「実は家の近所に10軒か15軒ぐらいの日本人家族がいてね。みんな花を栽培していたんだ。幼い私も育て方を教わり、家計を助けたよ。彼らはすごい働き者でね。昔ながらの日本人だった。農民の思考で狭い土地に多くのものを耕していたんだ」「ここには日本の造船会社が来ていてね。日本人技術者が大勢働いていたんだ。その子どもたちはここで成長し、自転車で学校へ通い、ここでサッカーを覚えたんだ。ある日、日本人の子どもが試合に出ていてね。激しいプレーで頭をけがして血を流してた。ついにはコートから出された。その子は泣いていたよ。でも傷が痛いからじゃない。最後までプレーできないことが悔しくて、名誉心で泣いていたんだ」と述べた。

## 文化
ウルグアイ唯一の総合国立大学である共和国大学では、日本からシニアボランティアが講師として派遣されており、アジア言語で唯一、日本語講座が正規の授業として開講されており、ウルグアイは日本への関心が高い国である。
ウルグアイでは、寿司や天ぷらなどの日本食や、日本のアニメ、コンピュータゲーム、漫画などのポップカルチャーは大変人気があり、ウルグアイのモンテビデオを拠点とするゲーム会社であるBatovi Gamesが開発した、レトロ風サッカーゲーム『Pixel Cup Soccer』は、コナミデジタルエンタテインメント『実況ワールドサッカー』とテクノスジャパン『熱血高校ドッジボール部 サッカー編』の影響を受けており、Batovi Gamesは「私たちは日本の文化、日本のゲーム、日本のゲーム開発会社、日本のゲーム業界が大大大好きです」とコメントしている。
村上春樹『ノルウェイの森』には、「僕」と知り合った頃の「緑」が、父親はウルグアイに行ったと言うシーンがある（実際にはウルグアイに行くというのは父親の願望でしかなく、脳腫瘍で入院している）。
2011年10月、日本・ウルグアイ外交関係樹立90周年を記念して、ウルグアイ郵便局は、在ウルグアイ日本国大使館と協力して、90周年記念切手を発行した。日本郵便株式会社は、2021年が日本とウルグアイの外交関係樹立100周年に当たることを記念して、特殊切手「日本ウルグアイ外交関係樹立100周年」を発行する。10種のデザインのうち、「パラシオ・サルボ」「ピリアポリス」「カサプエブロ」「コロニア・デル・サクラメント」の4種は、外務省がウルグアイで題材を広く公募し、応募があった中から、4枚の写真を原案として採用した。ウルグアイ郵便局副社長のジュリオ・シルヴェイラは、「日本とウルグアイの国民がお互いに抱いている愛情と認識」を強調し、「日本とウルグアイの国民の間の友情の象徴であり、友好国に対するウルグアイ国家の表現であると同時に、今後も日本の友人であり続け、国民生活をより良くする道を歩み続けることへの関心を示すものである」と述べ、在ウルグアイ日本国大使館の真銅竜日郎大使は、「日本とウルグアイの国民は歴史の中で手を携えて進み、政治的状況の迷いを超えて、常にお互いを愛してきた」「今日は日本とウルグアイの外交関係樹立100周年を記念する日ですが、両国の友好関係はそれよりもずっと前にさかのぼり、113年以上前に最初の日本人移民が到着し、家族を育てるためにこの地を選び、ウルグアイは彼らを心から歓迎しました」「ウルグアイ郵便局の仕事のモットーである『絆』は、スペイン語で『感情的な結びつき』という表現に近く、日本とウルグアイの国民を連帯、信頼、尊敬、理解の中で成長させてくれる特別な結びつきを表しています」と述べた。
ウルグアイの公立学校には、しばしば国の名前がつけられる。名前が「日本」である学校は4つある。

### スポーツ
『キャプテン翼 ワールドユース編』には、火野竜馬という日系ウルグアイ人（祖父、両親は日本人）が登場する。火野はウルグアイ代表でウルグアイ生まれのウルグアイ育ちでウルグアイ国籍を持っているが、日本語も堪能である。同じ作品のFIFAワールドユース選手権でウルグアイ代表を率いる監督マチルダ尽之助もまた、ウルグアイ国籍を持つ日系ウルグアイ人である。
2019年9月25日に行われた2019ラグビーW杯ウルグアイ対フィジー戦において、ウルグアイのフアン・マヌエル・ガミナラと一緒に入場した日本の小学生のエスコートキッズが、試合前に歌うウルグアイの国歌を選手と一緒に斉唱した。試合後にフアン・マヌエル・ガミナラは報道陣に対して自ら「とても驚いたことがあった」と切り出し、「マスコットキッズが、スペイン語で最後まで歌ってくれた。すごくびっくりしたし、本当にうれしかった」「僕と一緒に入場した子どもが国歌を一緒に歌ってくれたんだ。自分の国にいるように感じた。日本の皆さんに感謝したい」と述べ、「ありがとう」と日本語でお礼した。2019ラグビーW杯公式Twitterは「素晴らしい瞬間」として、ウルグアイの選手がエスコートキッズと肩を組んで国歌を歌い、斉唱後にエスコートキッズの頭をなでて敬意を表する姿を紹介し、両国国民の友好の証として大きく報じられた。

### モンテビデオ日本庭園

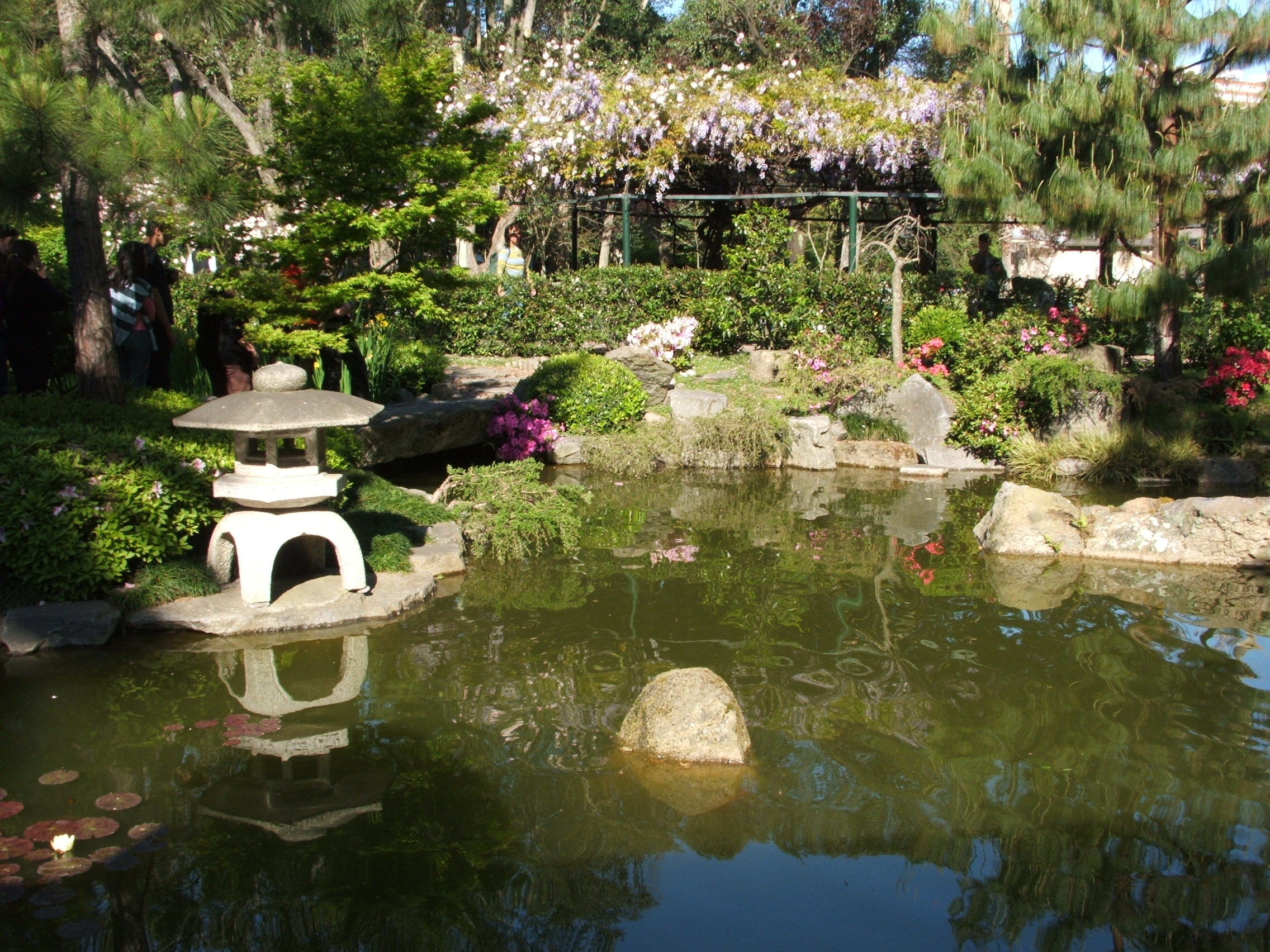
モンテビデオ日本庭園。（2013年4月撮影）

2001年には国交樹立80周年記念事業の一環として日本庭園が築かれ、モンテビデオ県、アルゼンチンとウルグアイに拠点を置く日系企業、在ウルグアイの日本人会などが協力し、2001年9月24日にモンテビデオ日本庭園が開園した。開園式には紀宮清子内親王が出席予定であり、日本の皇室として初めてウルグアイを訪れる予定だったが、13日前の9月11日に発生したアメリカ同時多発テロ事件の影響で紀宮清子内親王のウルグアイ訪問は中止になり、在ウルグアイ日本国大使がメッセージを代読した。ウルグアイ側ではモンテビデオ市長やホルヘ・バジェ・イバニェス大統領夫人が列席している。紀宮清子内親王の顔やサクラを配した記念切手は予定どおり発行されている。

## 東日本大震災関連
東日本大震災に際し、当時ウルグアイ大統領であったホセ・ムヒカ、アルベルト・ブレチアウルグアイ大統領府長官、ルイス・ロサディージャウルグアイ国防大臣が弔問記帳のため在ウルグアイ日本国大使館を訪問したほか、ルイス・アルマグロウルグアイ外務大臣をはじめ、日本を見舞う言葉が多数送られた。五十嵐拓（在ウルグアイ日本国大使館大使館二等書記官）は、「日本に対するこれらの支援は、ODAなどを通じ築きあげられてきた両国の友好の結果です。今後も、研修事業やシニアボランティア派遣などの技術協力、草の根・人間の安全保障無償資金協力などを効果的に組み合わせ、ウルグアイ政府、現地NGOなどの取組を支援し、両国の関係を強化することが重要だと改めて感じました」と述べている。

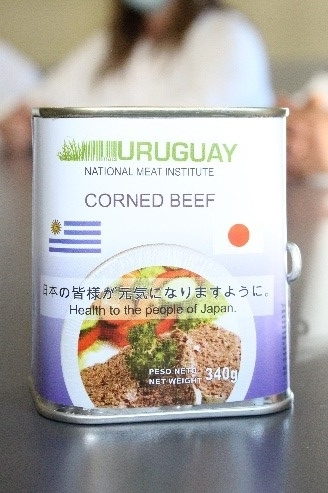
送られたコンビーフ

加えてウルグアイ政府は、「日本の皆様が元気になりますように」との日本語のメッセージが書かれた特別包装のコンビーフ缶4600個を被災者に送っている。これはODAの一環として行われている日本での研修事業へ多数の研修員を派遣しているウルグアイ食肉協会の協力を受けて実施されたものである。日本はウルグアイから、食肉の安全を守る技術を学ぶ研修員を1978年から受け入れており、ウルグアイ食肉協会は、「研修事業を通じて日本への愛着が培われた」と話している。
同年3月12日~3月13日、プリメーラ・ディビシオンとセグンダ・ディビシオン・プロフェシオナルのすべての試合開始前に、被災者に対して黙祷が捧げられた。
同年3月17日、ウルグアイ赤十字社は、義援金寄付のために口座を開設し、共同記者会見にて募金を呼びかけた。同年5月5日、ウルグアイ政府から50万米ドルの義援金が日本赤十字社に提供された。

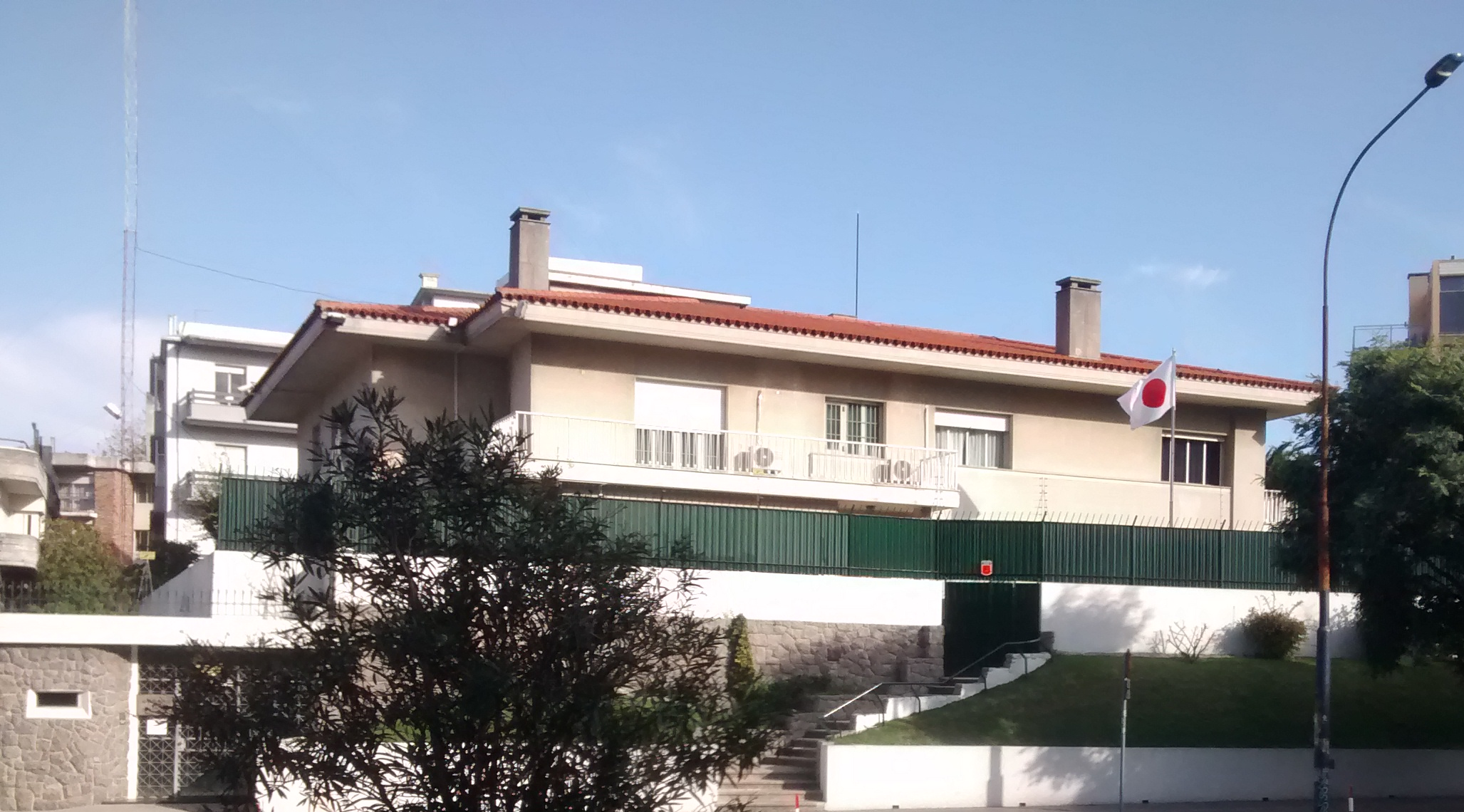
在ウルグアイ日本国大使館

同年3月24日、在ウルグアイ日本国大使館で、ウルグアイ剣道・居合道協会の発案により、被災者激励のための集会が行われ、激しい風と霧雨のなか、20人ほどが参加し、ろうそくをともした後に被災者のための黙祷が行われた。3月30日には、在ウルグアイ日本国大使館にて、フアン・ソリージャ・デ・サン・マルティン小学校の生徒約150人と保護者約20人が、東日本大震災の被災者を激励する「日本、応援しています（"Japón te abrazamos(Japan, We hug you)"）」と銘打った支援行事を実施し、折鶴と「日本、応援しています」と書かれた応援の幕を在ウルグアイ日本国大使館の駐車場の壁に貼り、日本をハグするとのコンセプトで、手をつないで在ウルグアイ日本国大使館の外周を囲んだ。同じ日に、約100名のウルグアイの小学校生徒が被災者のために折った千羽鶴が日本大使館に届いた。4月8日、ウルグアイのショッピングセンターが、小学生の折鶴展示会を開催。展示会場には、鶴を折るスペースと折り方を記した紙も配置され、参加者に「私は日本のために鶴を折りました」と書かれたデカールが贈呈され、鶴を折った小学生は「千羽鶴の持つ意味を知り、日本が早く元気になるようにとの気持ちを込めて折った」と述べた。
ホセ・アルティガス青少年楽団が4月7日に、チャリティ・コンサートを、4月14日には「日本に捧げるコンサート」を開催した。5月5日には外務省 (ウルグアイ)主催のチャリティ・コンサートが開催され、その収益とチャリティ・コンサートで展示された日本の写真20点が5月26日にウルグアイ外務省の職員により在ウルグアイ日本国大使館へと手渡された。
同年4月27日、モンテビデオ日本庭園で、日本人会が主催した追悼式に、モンテビデオ県のリベロ副知事をはじめとする人間の安全保障無償資金協力の被供与団体や日本での研修に参加した研修員など日本と関連のある市民約200人が参加。佐久間健一大使からは、日本人会のイニシアチブとウルグアイの方々の温かい気持ちに対して感謝の気持ちが述べられるとともに、東日本大震災を通じてこれまでの良好なウルグアイと日本の関係が更に強固なものになったと感じている旨の発言があった。リベロ副知事は「日本には、これまでの多くの困難を乗り越えて現在のような発展した社会を築いてきた経験がある。私は、日本が必ずや再度復活すると信じている」と述べた。

## 外交使節

### 駐日ウルグアイ大使・公使

#### 駐日ウルグアイ公使
- エドゥアルド・デ・アルテアガ（1932年～）

#### 駐日ウルグアイ大使
- アウレリオ・パストリ

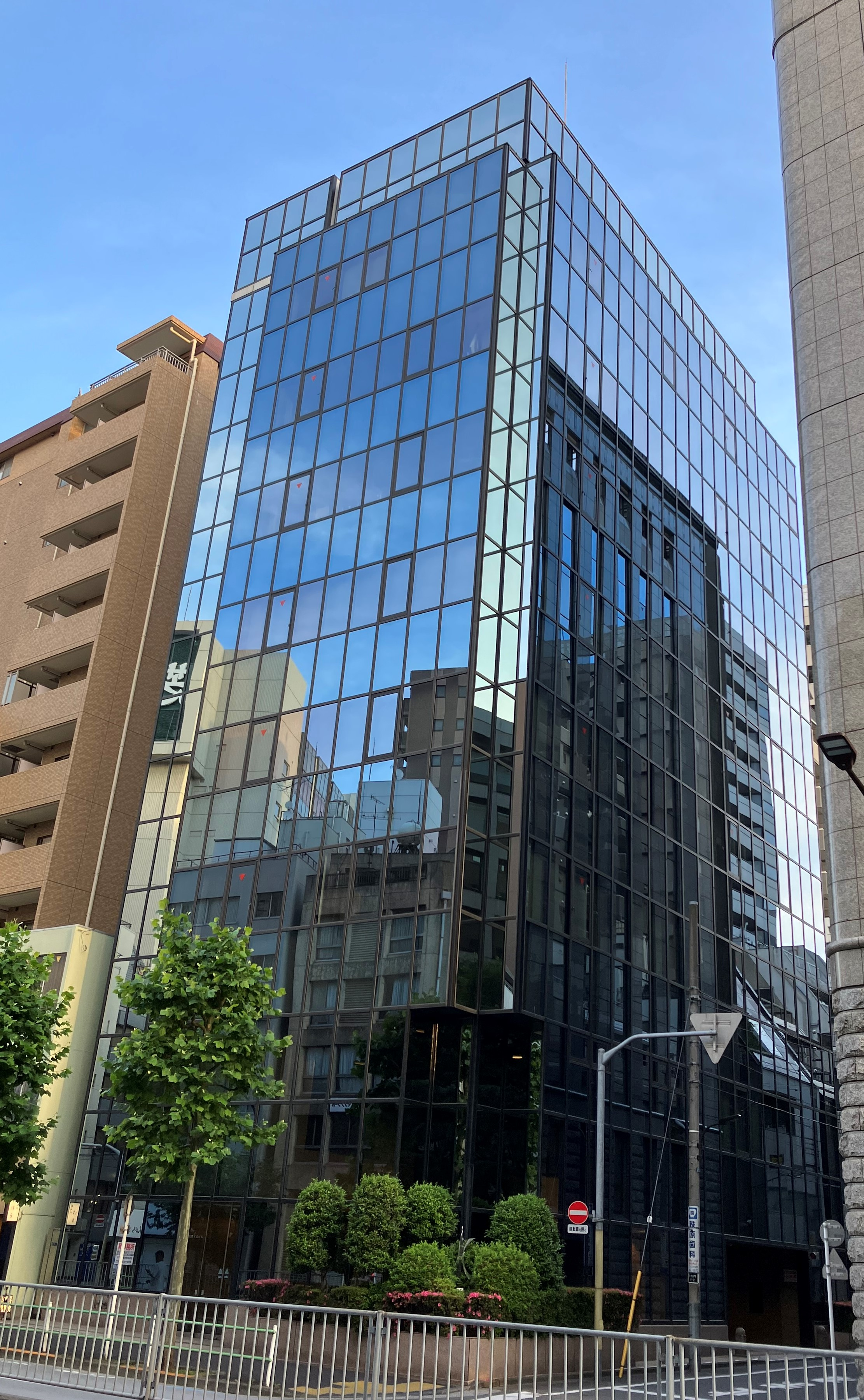
ウルグアイ大使館が入っている大門KSビル。

- フリオ・ラカルテ・ムロー（スペイン語版、英語版）
- アルフレド・ヒロー・ピントス（1989年以前[50][51]～1992年[52]）
- スルマ・ゲルマン（1993～1999年、信任状捧呈式は11月18日[53]）
- ????（1999～2001年、信任状捧呈は7月21日[54]）
- カルロス・クルロウ（2001～2006年、信任状捧呈は2月28日[55]）
- （臨時代理大使）マルセロ・マニュー（2006年）
- アナ・マリア・エステベス（2006～2012年、信任状捧呈は2007年3月15日[56]）
- （臨時代理大使）パブロ・バジャレス（2012年）
- エドアルド・ブスゥ・ビグニョリ（2012～2017年、信任状捧呈は11月6日[57]）
- （臨時代理大使）フェルナンド・ペレダ（2017年）
- セサル・フェレール（2017～2021年、信任状捧呈は11月15日[58]）
- （臨時代理大使）マキシミリアノ・ダ・シルバ・アッパ（2021～2022年）
- ビクトリア・エウヘニア・フランコリーノ・スレパク（2022年～、信任状捧呈は7月15日[59]）